# Наклонная плоскость

Здесь:
N = реакция опоры
m — Масса объекта
g — Ускорение свободного падения
θ (Тета) — Угол наклона плоскости
f = Сила трения
Направление силы f отвечает случаю покоя или движения тела вниз (при движении тела вверх направление f было бы противоположным)

Наклонная плоскость — плоская поверхность, установленная под углом к горизонтали. Наклонная плоскость является одним из простых механизмов. Она позволяет поднимать груз вверх, прикладывая к нему усилие, заметно меньшее, чем сила тяжести, действующая на этот груз.
Примерами наклонных плоскостей служат пандусы и трапы. Принцип наклонной плоскости можно видеть также в клине и производных от него колющих и режущих инструментах (от иголки до плуга), а также в винте.

## Движение по наклонной плоскости
Уравнение второго закона Ньютона для движения тела по наклонной плоскости записывается как
{\displaystyle m{\vec {a}}={\vec {N}}+m{\vec {g}}+{\vec {f}}},
где {\displaystyle m} — масса тела, {\displaystyle {\vec {a}}} — вектор ускорения, {\displaystyle {\vec {N}}} — сила нормальной реакции (воздействия) опоры, {\displaystyle {\vec {g}}} — ускорение свободного падения, {\displaystyle {\vec {f}}} — сила трения, по величине равная {\displaystyle \mu N} при движении и {\displaystyle mg\sin \theta } в покое. Предполагается, что компоненты скорости в направлении перпендикулярном плоскости рисунка, а также дополнительных сил нет.
Тело может осуществлять равноускоренное движение с ускорением
{\displaystyle a=g(\sin \theta +\mu \cos \theta )} — при подъёме по наклонной плоскости;
{\displaystyle a=g(\sin \theta -\mu \cos \theta )} — при спуске с наклонной плоскости;
здесь {\displaystyle \mu } — коэффициент трения тела о поверхность, {\displaystyle \theta } — угол наклона плоскости.
Характер движения тела, помещённого на наклонную плоскость без придания ему начальной скорости, зависит от соотношения между углом {\displaystyle \theta } и критическим углом {\displaystyle \theta _{crit}} ({\displaystyle \tan \theta _{crit}=\mu }). Тело будет покоиться, если угол наклона плоскости {\displaystyle \theta } меньше критического угла, и равноускоренно спускаться, если {\displaystyle \theta >\theta _{crit}}. В особом случае, когда угол наклона плоскости {\displaystyle \theta } равен 90°, {\displaystyle a=g} и тело падает вдоль стены. В другом особом случае — когда угол наклона плоскости равен 0° и она параллельна земле — тело не может двигаться без приложения внешней силы.
Подъём при каком бы то ни было {\displaystyle \theta } и спуск при {\displaystyle \theta <\theta _{crit}} реализуемы только если у тела есть начальная скорость (направленная, соответственно, вверх или вниз). При подъёме тело через некоторое время остановится, а затем либо останется в покое (если {\displaystyle \theta <\theta _{crit}}), либо самостоятельно начнёт спускаться (если {\displaystyle \theta >\theta _{crit}}). При спуске в условиях {\displaystyle \theta <\theta _{crit}}, ставшем возможным за счёт начальной скорости, также произойдёт остановка.
При {\displaystyle \theta =\theta _{crit}} и наличии начальной скорости, направленной вниз, тело должно спускаться с этой скоростью без ускорения. 
Для углов близких к {\displaystyle \theta _{crit}} скажется несовершенство приближения постоянства коэффициента трения. Реально, коэффициент трения в покое (определяющий предел силы трения покоя {\displaystyle f_{stat,max}=(mg\sin \theta )_{max}=\mu _{stat}N}) немного отличается, чаще в бо́льшую сторону, от {\displaystyle \mu }, из-за чего критический угол для запуска движения немного больше, чем для самого движения. Нередко, как в рассуждениях выше, такой деталью пренебрегают.